# 괴철
괴철(蒯徹, ? ~ ?)은 진나라 말기, 한나라 초기의 유세객으로, 무신, 한신, 조참을 섬겼으며 한신에게 자립을 권한 것으로 유명하다. 그 이름이 무제(武帝)의 휘와 같다 하여 사마천이 사기에서 이름을 바꿔 쓴 뒤로는 괴통(蒯通)으로 더 많이 알려졌다. 범양 사람이다.

## 생애
진 이세황제 원년(기원전 209년), 진나라(秦)의 압정으로 인해 진승과 오광의 봉기가 일어났다(진승·오광의 난). 진승은 진나라에서 독립하여 새 나라 장초(張楚)를 세우고 스스로 왕이 되었으며 진나라 각지를 공격하도록 했고, 이에 따라 진승의 수하 장군이 무신이 옛 조나라 영역을 평정하고 범양을 공격하려 했다. 괴철은 범양령(범양현의 현령) 서공(徐公)을 설득해 무신에게 투항하도록 했다. 그리고 스스로 사자가 되어 무신을 찾아가 범양령을 자기 수하로 포섭하고 후히 대우하면 주변 지역들도 무신에게 귀부할 것이라고 설득했다. 무신은 이를 받아들여 범양령에게 제후의 인수를 주었고, 이 소식이 전해지면서 옛 조 · 연나라 땅의 30성이 싸움 없이 무신의 세력에 들어갔다. 무신은 이렇게 얻은 세력을 바탕으로 진승에게서 독립하여 조나라를 세우고 자신은 조나라의 왕이라 일컬었다.
무신이 이량에게 죽을 무렵의 행적은 알려지지 않았고, 기원전 204년, 한신이 위나라, 조나라, 대나라를 차례로 격파하고 제나라를 공격하려 할 때에 비로소 다시 나타났다. 한왕 유방은 한신에게 제나라 공격을 맡겼지만 이를 잠시 중지시키고 역이기를 보내 제나라 왕 전광을 설득시켜 자신의 편으로 이미 포섭했다. 괴철은 이대로라면 역이기가 한신보다 큰 공을 세우게 된 것이라며 한신을 꼬드겨 제나라를 공격하게 했고, 한신은 이미 한나라와 손잡기로 해 대비가 없던 제나라 군대를 손쉽게 무찌르고 제나라를 장악했다. 한신에게 제나라를 가져다 준 괴철은 천하 3분론을 주장하며 한신에 독립할 것을 권하지만, 한신은 한왕과의 정리를 내세워 거부했다. 괴철은 죽음을 두려워하여 미친 체 하여 한신을 떠났다.
한신이 진희와 연계하여 모반하려다 고황후 여씨와 소하에게 걸려들어 죽으면서 “괴철의 계책을 쓰지 않아, 여자의 손에 죽게 되니 후회스럽다!”라고 하자 고제는 괴통을 소환했으나, 괴통은 자기 주군을 위해서 말했을 뿐이라고 말하여 목숨을 건졌다. 이후, 조참이 제도혜왕의 재상이 되면서 그 빈객으로 들어갔다. 억지로 전영을 섬겼다가 전영이 패망한 이후 은거하고 있던 제나라의 처사 동곽선생과 양석군을 조참에게 추천하여 빈객으로 삼게 했다.

## 가계

### 관련 인물
괴월

## 출전
반고: 《한서》 권45 괴오강식부전제15 중 괴철